# Dahira yunnanfuana
Dahira yunnanfuana là một loài bướm đêm thuộc họ Sphingidae. Nó được miêu tả bởi Clark năm 1925. Nó được tìm thấy dọc theo the tây nam slopes of the Himalaya, from Nepal through miền bắc Myanma to central Vân Nam và Tứ Xuyên in Trung Quốc.